# СКЦ Обреновац
Јавно предузеће Спортско-културни центар Обреновац (ЈП СКЦ Обреновац) почело је са радом 8. октобра 1982. године као Дом културе и спортова. Основач је градска општина Обреновац као институцију која има за циљ да под једним кровом обједини спортске и културне програме и активности. Архитекта Драган Илић пројектовао је објекат Дома културе и спортова у духу актуелног соц реалистичког стила са футуристичким елементима. Под импозантном искошеном куполом налази се велика спортска хала и позоришна сала, ликовна галерија, мала камерна сцена, библиотека, радио станица, фитнес клуб и канцеларије запослених.

## Историја
Обреновац има богату просветну и културну традицију. Основни носиоци развоја културе су Библиотека Влада Аксентијевић смештена у двоспратној згради часног дома трговца Димитрија Марковића, познатија под називом Милошев конак (Обреновац), јер је у њу српски кнез често долазио, и Дом културе и спортова Обреновац. У периоду од 40 година, Дому културе и спортова припојени су биоскоп Палеж, Базени и Соколски дом. Сама правна форма и назив Спортско културног центра „Обреновац“ неколико пута је мењан. Од 1995. године промењен је и назив у Јавно предузеће за информисање „Обреновац“, са информативном, радио дифузном, новинско- издавачком и осталим делатностима од интереса за општину Обреновац.
Од 2006. године послује као Јавно предузеће Спортско културни центар „Обреновац“, са објектима Дома културе и спортова, биоскопом Палеж, Базенима и Соколским домом у свом саставу. Током 2020 године оснива се и СКЦ Турист, припаја се Бања популарна "Цевка" тако да предузеће послује у пет објеката.
ЈП СKЦ „Обреновац“ је за многе препознатљивије под именом Дом културе и спортова, јер у њему делују културни центар са позоришном салом, два биоскопа, ликовном галеријом и библиотеком, и спортски центар са великом спортском халом и отвореним и затвореним пливалиштем олимпијских димензија.

## Дешавања
Током 40 година рада, у просторима СКЦ-а дешавала су се сва битна културна и спортска дешавања на територији општине Обреновац. Бројне позоришне представе српских позоришта, концерти класичне и популарне музике, изложбе наших савремених уметника, филмске пројекције, дечији програми, налазили су простор и публику управо у нашем простору. Спортске активности, утакмице, такмичења, спортске игре, незамисливе су без простора Спортске хале и базена ЈП СKЦ „Обреновац“.

## Центри рада
- Позоришна и биоскопска сала
- Спортска хала
- Базени
- Бисокоп "Палеж"
- Бања "Цевка"
- СКЦ Турист

## Спортска хала
Спортска хала у саставу ЈП СКЦ Обреновац налази се од самог почетка отварања и пружа могућности за организовање разноврсних спортских активности. Спортска хала има 3500 места и намењена је за рукомет, одбојку, кошарку, карате, тенис, бокс и џудо. 
Увлачењем телескопских трибина површина хале се увећава на око 2000 квадратних метара и пружа могућност рада већег броја корисника за време тренинга, настави фискултуре или такмичења на више терена у исто време. Оно што у поређењу са многим сличним објектима истиче ову халу је: одлично грејање, квалитетна подлога, амбуланта спортске медицине, добра локација и остало.
Неке од активности које овај простор нуди су програми за предшколце који укључују Дечју олимпијаду за најмлађе, програме за школску децу и омладину, у виду тренинга и одржавања физичке наставе, такмичење спортских клубова и рекреативне програме који организују.

## Базени
У склопу овог културног центра налазе се и два олимпијска базена (отворени и затворени) и дечији, са 500 места за гледаоце. Грејање овог затвореног базена достиже температуру до 28 степени, и нуди термине рекреативног и ноћног пливања, обуке, тренинге клубова, сауну и многе друге.

## Позоришна и биоскопска сала
У оквиру културних садржаја СКЦ Обреновац нуди услуге биоскопа, позоришта, уметничке галерије, простора за концерте као и библиотеке која се у њему налази. Биоскоп Палеж је 1983. године припојен "Дому културе и спортова". Површина простора Палеж износи 750 квадратних метара и своје почетке досеже још средином 20. века.